# Saulgé
Saulgé é uma comuna francesa na região administrativa de Nova-Aquitânia, no departamento de Vienne. Estende-se por uma área de 62,31 km². Em 2010 a comuna tinha 1 021 habitantes (densidade: 16,4 hab./km²).